# Dawid Kostempski
Dawid Adam Kostempski (ur. 9 maja 1979 w Zabrzu) – polski polityk i samorządowiec, w latach 2010–2018 prezydent Świętochłowic.

## Życiorys
Kształcił się w Szkole Podstawowej nr 5 im. Jerzego Kukuczki w Świętochłowicach, I Liceum Ogólnokształcącym im. Jana Kochanowskiego w tym samym mieście. Został absolwentem I Liceum Ogólnokształcącego im. Juliusza Słowackiego w Chorzowie. Następnie ukończył studia prawnicze na Wydziale Prawa i Administracji Uniwersytetu Śląskiego w Katowicach. Studiował również na Wydziale Zarządzania i Marketingu Akademii Ekonomicznej w Katowicach oraz na studiach podyplomowych z integracji europejskiej w Szkole Wyższej Przymierza Rodzin w Warszawie.
Prowadził własną działalność gospodarczą. W 2004 został dyrektorem biura eurodeputowanego Jerzego Buzka w Katowicach.
W 2002 bez powodzenia kandydował do Rady Miasta Katowice z listy komitetu wyborczego zorganizowanego przez Piotra Uszoka. Mandat radnego objął w trakcie kadencji, w 2006 uzyskał reelekcję (po rezygnacji urzędującego zastępcy prezydenta). Od 2006 przewodniczył Komisji Rewizyjnej Rady Miasta. W 2010 został przewodniczącym koła miejskiego Platformy Obywatelskiej w Świętochłowicach.
W wyborach samorządowych w 2010 został wybrany na urząd prezydenta Świętochłowic. W pierwszej turze uzyskał najlepszy wynik (26,46%), a w drugiej pokonał kontrkandydata Rafała Świerka zdobywając 54,89% głosów. Cztery lata później z powodzeniem ubiegał się o reelekcję, wygrywając w pierwszej turze. W 2018 przegrał w drugiej turze wyborów samorządowych z Danielem Begerem. Uzyskał natomiast w tych samych wyborach mandat radnego miejskiego Świętochłowic.
22 listopada 2018 został przewodniczącym rady miejskiej. 14 grudnia 2018 podczas sesji rady miasta został złożony wniosek o jego odwołanie, jednak przed głosowaniem były prezydent sam zrezygnował z zajmowanej funkcji. W sierpniu 2019 ogłosił wystawienie swojej kandydatury do Senatu z własnego komitetu, co skutkowało wykluczeniem go z Platformy Obywatelskiej (w głosowaniu z października tegoż roku nie uzyskał mandatu). W marcu 2019 wygaszono jego mandat ze względu na niezamieszkiwanie w Świętochłowicach (decyzja ta stała się skuteczna w grudniu 2019 po wyroku Naczelnego Sądu Administracyjnego). W listopadzie 2021 został tymczasowo aresztowany pod zarzutami związanymi z nieprawidłowościami w okresie pełnienia funkcji prezydenta. Proces w tej sprawie rozpoczął się w 2023. W wyborach samorządowych w 2024 był kandydatem na prezydenta Świętochłowic z ramienia własnego komitetu (przegrał w pierwszej turze głosowania).

## Życie prywatne
Od 2006 żonaty z działaczką samorządową Agnieszką Kostempską. Ma dwoje dzieci: Dawida i Agnieszkę.